# Elche CF
Elche CF er en spansk fodboldklub fra Elche. Klubben blev etableret i 1923 og sæsonen 2012/2013 vandt klubben Spaniens andendivision og blev derfor en del af La Liga i den efterfølgende sæson. Deres hjemmebanekampe bliver spillet på Estadio Martinez Valero. Stadionet har plads til 38.750 tilskuere.